# Panamomops depilis
Panamomops depilis är en spindelart som beskrevs av Kirill Yeskov och Yuri M. Marusik 1994. Panamomops depilis ingår i släktet Panamomops och familjen täckvävarspindlar. Inga underarter finns listade i Catalogue of Life.